# 迪克·范·戴克
理查德·韦恩·范·戴克（英語：Richard Wayne Van Dyke，1925年12月13日—）是美国演员和喜剧演员。他屡获殊荣，职业生涯跨越了七十年，涉及电影、电视台和舞台。范·戴克獲得多個奖项，包括金球奖、托尼奖、格莱美奖和日间艾美奖，以及四次黄金时段艾美奖。他于1995年入选電視名人堂，并于2012年入选好莱坞星光大道，并被公认为迪士尼传奇人物。他荣获2013年美国演员工会终身成就奖和2021年肯尼迪中心荣誉奖。
范·戴克的职业生涯始于電台广播和电视、夜总会和百老汇舞台上的艺人。1961年，他与奇塔·里韦拉一起主演原版《歡樂今宵》，这一角色为他赢得了東尼獎最佳音樂劇男配角（Tony Award for Best Featured Actor in a Musical）。其後，卡爾·雷納让他在CBS电视情景喜剧《迪克·范·戴克秀》（1961-1966）中饰演Rob Petrie，他家喻户晓。他继续出演电影音乐剧原版《歡樂今宵》，（1963）、《歡樂滿人間》（1964）和飛天萬能車（1968），以及喜剧片The Comic（1969）。
他也客串电视节目《神探可倫坡》（1974）和《卡罗尔·伯内特秀》（1977），并主演了《新迪克·范·戴克秀》（1971–74）、《谋杀诊断书》（1993–2001）和《狙擊101》（2006–08）。范·戴克还出演了电影《至尊神探》（1990）、《好奇的乔治》（2006）、《博物館驚魂夜》（2006）、《博物馆奇妙夜3》（2014）和《愛·滿人間》（2018）。